# Mariusz Kaczmarek (koszykarz)
Mariusz Kaczmarek (ur. 25 kwietnia 1961) – polski koszykarz występujący na pozycji rozgrywającego, reprezentant Polski, dwukrotny brązowy medalista mistrzostw Polski.

## Życiorys
Kaczmarek jest wychowankiem Zastalu Zielona Góra. Koszykówkę zaczął trenować w szkole podstawowej, skąd trafił do juniorskich drużyn zielonogórskiego klubu. Był powoływany do młodzieżowych kadr Polski. Grał również w rezerwach Zastalu występując w rozgrywkach na szczeblu regionalnym, a jako 16-latek trafił do pierwszego zespołu tego klubu i w sezonie 1976/1977 zadebiutował w rozgrywkach ligowych na szczeblu centralnym, występując w ówczesnej II lidze. Ze względu na wadę wzroku przez większość kariery występował w soczewkach kontaktowych. W zespole z Zielonej Góry występował do 1980, rozgrywając w nim ponad 70 spotkań ligowych.
Po zakończeniu nauki w szkole średniej został zawodnikiem Zagłębia Sosnowiec, w barwach którego zadebiutował w najwyższej klasie rozgrywkowej (noszącej wówczas nazwę I ligi). W pierwszym sezonie (1980/1981) wystąpił w 25 meczach ligowych, w których zdobywał średnio po 5,6 punktu, sięgając z klubem z Sosnowca po brązowy medal tych rozgrywek. W tym czasie grę w koszykówkę łączył ze studiami wyższymi. W wyniku sprowadzeniu do sosnowieckiego zespołu Kenta Washingtona i problemów z kontuzjami w sezonie 1981/1982 nie rozegrał ani jednego meczu ligowego.
Po spędzeniu 2 lat w Sosnowcu Kaczmarek przeniósł się do Wrocławia, gdzie został graczem Gwardii. W sezonie sezonie 1982/1983 rozegrał tylko 3 mecze ligowe, a jego nowy klub zdobył brązowy medal ówczesnej I ligi. W kolejnym sezonie grał już znacznie częściej (w sumie 23 spotkania ligowe), zdobywając średnio po 8,1 punktu.
Mimo lepszych warunków finansowych oferowanych przez klub z Wrocławia ze względu na sytuację rodzinną w 1984 zdecydował się na powrót do Zastalu, który awansował wówczas do najwyższej klasy rozgrywkowej. Został czołowym graczem zielonogórskiego zespołu. Mimo faktu, że w swojej grze skupiał się bardziej na asystach niż zdobywaniu punktów to tylko w pierwszym sezonie po powrocie (1984/1985) zdobywał średnio mniej niż 10 punktów na mecz (9,1 punktu), trzykrotnie przekraczając średnią 20 punktów w spotkaniu (sezon 1986/1987 – 21,5 punktu, 1988/1989 – 21,1 punktu oraz 1989/1990 – 20,3 punktu). 13 grudnia 1986 w meczu ligowym z Pogonią Szczecin zdobył 43 punkty, co jest drugim najlepszym wynikiem w historii Zastalu (więcej, bo 49 punktów zdobył tylko Mirosław Rajkowski w grudniu 1993). Był powoływany do reprezentacji Polski, w której rozegrał od 2 do około 30 meczów. W sumie w klubie z Zielonej Góry rozegrał co najmniej 259 meczów ligowych, w których zdobył co najmniej 3630 punktów, z czego w najwyższej klasie rozgrywkowej wystąpił w 184 spotkaniach, zdobywając łącznie 3131 punktów.
W 1992, w wieku 31 lat, zakończył karierę sportową, skupiając się na prowadzonej przez siebie działalności gospodarczej (prowadził w tym czasie hurtownię cytrusów, już pod koniec kariery próbując łączyć grę w koszykówkę z działalnością biznesową). Pozostał jednak związany z zielonogórską koszykówką – był między innymi przez kilka miesięcy asystentem Dragana Višnjevaca (Serb pod koniec lat 90. XX wieku był trenerem Zastalu), zajmował się szkoleniem młodzieży, prowadził własny klub koszykarski Kaczy Zielona Góra, a także pracował jako działacz Stowarzyszenia Koszykówki Młodzieżowej Zastal, czy kierownik Muszkieterów Nowa Sól.
3 listopada 2019, przed meczem Polskiej Ligi Koszykówki z Anwilem Włocławek, zielonogórski klub uhonorował Kaczmarka zastrzeżeniem numeru 5, z którym występował w czasie gry w Zastalu.

## Statystyki
Opracowano na podstawie plkhistory.ugu.pl. Jeśli nie zaznaczono inaczej statystyki dotyczą występów w najwyższej klasie rozgrywkowej (ówczesna I liga)
| Sezon     | Drużyna                       | M    | S5 | MPG | FG% | 3P% | FT% | RPG | APG | SPG | BPG | PPG  |
| --------- | ----------------------------- | ---- | -- | --- | --- | --- | --- | --- | --- | --- | --- | ---- |
| 1976/1977 | Zastal Zielona Góra (II liga) | 18   |    |     |     |     |     |     |     |     |     | 3,1  |
| 1977/1978 | Zastal Zielona Góra (II liga) | 24   |    |     |     |     |     |     |     |     |     | 3,5  |
| 1978/1979 | Zastal Zielona Góra (II liga) | 33   |    |     |     |     |     |     |     |     |     | 11,5 |
| 1979/1980 | Zastal Zielona Góra (b.d.)    | b.d. |    |     |     |     |     |     |     |     |     | b.d. |
| 1980/1981 | Zagłębie Sosnowiec            | 25   |    |     |     |     |     |     |     |     |     | 5,6  |
| 1981/1982 | Zagłębie Sosnowiec            | 0    |    |     |     |     |     |     |     |     |     | 0,0  |
| 1982/1983 | Gwardia Wrocław               | 3    |    |     |     |     |     |     |     |     |     | 4,7  |
| 1983/1984 | Gwardia Wrocław               | 23   |    |     |     |     |     |     |     |     |     | 8,1  |
| 1984/1985 | Zastal Zielona Góra           | 23   |    |     |     |     |     |     |     |     |     | 9,1  |
| 1985/1986 | Zastal Zielona Góra           | 21   |    |     |     |     |     |     |     |     |     | 13,2 |
| 1986/1987 | Zastal Zielona Góra           | 24   |    |     |     |     |     |     |     |     |     | 21,5 |
| 1987/1988 | Zastal Zielona Góra           | 23   |    |     |     |     |     |     |     |     |     | 17,2 |
| 1988/1989 | Zastal Zielona Góra           | 21   |    |     |     |     |     |     |     |     |     | 21,1 |
| 1989/1990 | Zastal Zielona Góra           | 18   |    |     |     |     |     |     |     |     |     | 20,3 |
| 1990/1991 | Zastal Zielona Góra           | 34   |    |     |     |     |     |     |     |     |     | 17,6 |
| 1991/1992 | Zastal Zielona Góra           | 20   |    |     |     |     |     |     |     |     |     | 15,1 |